# Guzmán Urrero
Guzmán Urrero Peña (Bilbao, Vizcaya, 1968) es un periodista, crítico y escritor español.

## Biografía
Escritor y articulista especializado en biografías, es doctor en Ciencias de la Información y colaborador honorífico del Departamento de Comunicación Audiovisual y Publicidad (Facultad de Ciencias de la Información, Universidad Complutense de Madrid). Su carrera profesional comenzó en 1991, cuando entró en el departamento de reportajes de la Agencia EFE. Poco después, se convirtió en crítico y redactor de la revista Todo Pantallas.
En 1992 pasó a formar parte, como vocal, de la Junta Ejecutiva del Círculo de Escritores Cinematográficos. Su primer libro, Paul Naschy: 25 años de cine. El ciclo de la luna llena (CEC, 1993), escrito en colaboración con Ignacio Armada, fue presentado por la Filmoteca Española el 23 de noviembre de 1993. Un año después, ingresó en la Asociación Española de Historiadores del Cine.
En 1997 ingresó como crítico en Cuadernos Hispanoamericanos, revista cultural de la Agencia Española de Cooperación Internacional. Tres años después, el Instituto Cervantes contrató sus servicios como articulista, comisario de exposiciones y asesor del Centro Virtual Cervantes.
Desde 2002, forma parte del grupo de colaboradores de ABCD Las Artes y Las Letras, suplemento cultural del diario ABC.
Entre sus restantes libros, cabe mencionar los siguientes: Michelle Pfeiffer (Cileh, 1992), Mel Gibson (Royal Books, 1993; Royal Publishing Group, 1999), Paul Newman (Royal Books, 1994), El cine de ciencia-ficción (Royal Books, 1994), Jeff Bridges (Royal Books, 1994), Nick Nolte (Royal Books, 1995), Cinefectos: trucajes y sombras. Una aproximación a los efectos especiales en la Historia del Cine (Royal Books, 1995) y Alcalá de Henares. Ciudad Patrimonio de la Humanidad (Instituto Cervantes, 2003).
Varios de sus artículos aparecieron reunidos en Antología de Rinconete. Selección de textos sobre lengua, arte y cultura (Instituto Cervantes, 2002). En colaboración, es autor de una novela juvenil, El llanto del diablo (Dorian, 1993), y de dos manuales universitarios: Historia general de la imagen. Perspectivas de la comunicación audiovisual (Universidad Europea de Madrid, 2000) y La cultura de la imagen (Editorial Fragua, 2006).
Entre los restantes medios con los que ha colaborado, destacan las revistas Scherzo (Madrid), Álbum Letras / Artes (Madrid), Raíces Latinas (Osaka, Japón), Sphera Pública. Revista de las Ciencias Sociales y de la Comunicación (Universidad Católica San Antonio, Murcia), Revista General de Información y Documentación (Editorial Complutense, Madrid) y Studi Ispanici (Istituti Editoriali e Poligrafici Internazionali, Roma).
Desde 2006 hasta 2019, dirige la revista de divulgación cultural y científica The Cult.es. En 2019, como continuación de dicho proyecto, funda la revista cultural Cualia.es
Desde 2022, colabora en La Lectura, revista cultural del periódico El Mundo.

## Obras
Ensayo
- Paul Naschy: 25 años de cine. El ciclo de la luna llena (prólogo de Luis Alberto de Cuenca; en colaboración). Madrid, Dorian Ediciones, Círculo de Escritores Cinematográficos, Fundación para el Fomento de la Cultura y la Cinematografía, Filmoteca Española, 1993.
- Michelle Pfeiffer. Barcelona, Centro de Investigaciones Literarias Españolas e Hispanoamericanas, 1992 (reeditado por Royal Books en 1993).
- Mel Gibson. Barcelona, Royal Books, 1993 (reeditado internacionalmente por Royal Publishing Group, 1999).
- Paul Newman. Barcelona, Royal Books, 1994.
- El cine de ciencia-ficción. Barcelona, Royal Books, 1994.
- Jeff Bridges. Barcelona, Royal Books, 1994.
- Nick Nolte. Barcelona, Royal Books, 1995.
- Cinefectos: trucajes y sombras. Una aproximación a los efectos especiales en la Historia del Cine (en colaboración). Barcelona, Royal Books, 1995.
- Historia general de la imagen. Perspectivas de la comunicación audiovisual (en colaboración). Madrid, Universidad Europea de Madrid, 2000.
- Antología de Rinconete. Selección de textos sobre lengua, arte y cultura (en colaboración). Madrid, Instituto Cervantes, 2002.
- Alcalá de Henares. Ciudad Patrimonio de la Humanidad. Madrid, Instituto Cervantes, 2003.
- La cultura de la imagen (en colaboración). Madrid, Editorial Fragua, 2006.
- El mundo del vino (en colaboración). Madrid, Larousse, 2013.

Narrativa
- El llanto del diablo (en colaboración). Madrid, Dorian Ediciones, 1993.